# Bitis gabonica
Bitis gabonica este o specie de șerpi din genul Bitis, familia Viperidae, descrisă de Duméril, Bibron și Duméril 1854.

## Subspecii
Această specie cuprinde următoarele subspecii:
- B. g. gabonica
- B. g. rhinoceros